# Zągoty
Zągoty (prononciation : [zɔŋˈɡɔtɨ]) est un village polonais de la gmina de Bielsk dans le powiat de Płock de la voïvodie de Mazovie dans le centre-est de la Pologne.
Il se situe à environ 4 kilomètres à l'ouest de Bielsk (siège de la gmina), 14 km au nord de Płock (siège du powiat) et à 99 km au nord-ouest de Varsovie (capitale de la Pologne).

## Histoire
De 1975 à 1998, le village appartenait administrativement à la voïvodie de Płock.